# Marche-en-Famenne (járás)
Marche-en-Famenne járás egyike a belgiumi Luxembourg tartományban található öt járásnak. A járás területe 953,69 km², lakossága 53 593 fő (2008. január 1-jei adat), egyike Belgium legritkábban lakott területeinek. A járás központja Marche-en-Famenne város.

## Története
A járást 1800-ban alapították a Belgiumot megszálló franciák a département Sambre-et-Meuse részeként, Durbuy, Érezée, Havelange, La Roche-en-Ardenne, Marche-en-Famenne és Rochefort kantonok összevonásával.
1814-ben Nassogne és Saint-Hubert településeket Saint-Hubert járáshoz csatolták, míg a maradék járást Liège tartományhoz csatolták.
1818-ban a járást elcsatolták Liège tartománytól és felosztották Namur és Luxemburg tartományok között (Havelange és Rochefort települések kerültek Dinant járáshoz). 1823-ban néhány települést Bastogne járás kapott meg.
1977-ben a belga közigazgatási reform során ismételten Dinant járáshoz került át két település: Fronville és Ambly, illetve My település Huy járáshoz került, míg néhány kisebb települést Bastogne és Verviers járások kaptak meg.

## A járás települései
Önálló települések:
| - Durbuy - Érezée - Hotton - La Roche-en-Ardenne - Manhay - Marche-en-Famenne - Nassogne - Rendeux - Tenneville |

Résztelepülések:
| - Ambly - Amonines - Aye - Bande - Barvaux-sur-Ourthe - Beausaint - Beffe - Bende - Bomal - Borlon - Champlon - Dochamps - Erneuville - Forrières - Fronville - Grandhan |

| - Grandménil - Grune - Halleux - Hampteau - Hargimont - Harre - Harsin - Heyd - Hives - Hodister - Humain - Izier - Lesterny - Malempré - Marcourt |

| - Marenne - Masbourg - Mormont - Odeigne - On - Ortho - Roy - Samrée - Septon - Soy - Tohogne - Vaux-Chavanne - Villers-Sainte-Gertrude - Waha - Wéris |

## A népesség alakulása
- Forrás:1806 és 1970 között=népszámlálások; 1980 után= lakosok száma január 1-jén a népességnyilvántartóban

## Lásd még
- Arlon (járás)
- Bastogne (járás)
- Neufchâteau (járás)
- Virton (járás)

## Fordítás
- Ez a szócikk részben vagy egészben  az   Arrondissement_administratif_de_Marche-en-Famenne című francia Wikipédia-szócikk fordításán alapul.  Az eredeti cikk szerkesztőit annak laptörténete sorolja fel. Ez a jelzés csupán a megfogalmazás eredetét és a szerzői jogokat jelzi, nem szolgál a cikkben szereplő információk forrásmegjelöléseként.